# هارومي اينو
هارومي اينو (باليابانية: 井上晴美) هي عارضة وممثلة يابانية، ولدت في 23 سبتمبر 1974 بكوماموتو في اليابان.

## وصلات خارجية
- هارومي اينو على موقع IMDb (الإنجليزية)
- هارومي اينو على موقع ألو سيني (الفرنسية)
- هارومي اينو على موقع ميوزك برينز (الإنجليزية)
- هارومي اينو على موقع أول موفي (الإنجليزية)
- هارومي اينو على موقع قاعدة بيانات الفيلم (الإنجليزية)
- هارومي اينو على موقع كينوبويسك (الروسية)